# Уянга
Уянга (монг. Уянга) — сомон Уверхангайського аймаку, Монголія. Площа 3,1 тис. км², населення 8,0 тис. Центр сомону селище Онги лежить за 492 км від Улан-Батора, за 61 км від міста Арвайхера.

## Рельєф
Гори Жаргалант, Тооройгт, Ів (3230 м), долини озер Таац, Найман.

## Клімат
Клімат різко континентальний, середньрічні опади 250—400 мм, середня температура січня −21°—22°С, середня температура липня +14°—16°С.

## Корисні копалини
Золото, дорогоцінне каміння та ін.

## Природа
На сході ліс. Водяться козулі, вовки, лисиці, корсаки, зайці, тарбагани.

## Соціальна сфера
Є школа, лікарня, сфера обслуговування, туристичні бази, майстерні.